# Out (film)
Az Out 2017-ben bemutatott film. A filmet Kristóf György írta és rendezte, Magyarországon a Vertigo Média Kft. hozta forgalomba 2017. május 22-én.

## Szereplők
- Terhes Sándor – Ágoston
- Bandor Éva – Feleség
- Bárdos Judit – Lány
- Nemets Viktor – Dimitri
- Guna Zariņa – Gaida